# Tellī
Tellī (persiska: تلی) är en ort i Iran.   Den ligger i provinsen Khorasan, i den nordöstra delen av landet, 600 km öster om huvudstaden Teheran. Tellī ligger 1 500 meter över havet och antalet invånare är 354.
Terrängen runt Tellī är huvudsakligen kuperad, men den allra närmaste omgivningen är platt. Runt Tellī är det ganska tätbefolkat, med 56 invånare per kvadratkilometer. Närmaste större samhälle är Sāqī Beyg, 19,3 km norr om Tellī. Omgivningarna runt Tellī är i huvudsak ett öppet busklandskap.